# Pinus jeffreyi
Pinus jeffreyi (сосна Джефрі) — вид роду сосна родини соснових. Вид названий на честь Джона Джефрі (англ. John Jeffrey, 1826—1854), шотландського ботаніка.

## Таксономічні примітки
Pinus jeffreyi тісно пов'язана з P. ponderosa і P. coulteri й інтрогресія через пилок може іноді виникати там, де ці види зустрічаються разом.

## Поширення, екологія
Країни поширення: Мексика (Нижня Каліфорнія); США (Каліфорнія, Невада, Орегон). Це гірський і субальпійський вид значною мірою обмежений горами Каліфорнії, з висотним діапазоном від (50)300 м до 3050 м над рівнем моря. Вид терпимий до низьких температур в зимовий період і може рости на тонкому шарі ґрунту або навіть в ущелинах голої гранітної скелі.

## Опис
Росте як вічнозелене дерево 24–39(61) м заввишки, діаметр 60–120(250) см, як правило, прямі; крони від конічної до округлої форми. Утворює глибокий стрижневий корінь. Сильні бічні корені ростуть частково горизонтально, частково похило вниз. Сильні гілки спрямовані трохи в гору. Кора від жовто-коричневого до корицевого кольору, товста й глибоко борозенчаста. Голки зібрані по 3, зберігаються (2)4–6(7) років, 12–22(25) см довжиною, злегка деформовані, від сірого до жовто-зеленого кольору. У 8 років досягає статевої зрілості. Період цвітіння триває з червня по липень. Тичинкові шишки довжиною 20–35 мм, списо-циліндричні, від жовтого до жовто- або фіолетово-коричневого кольору. Шишки овально-конічні перед відкриттям, циліндро-яйцеподібні, коли відкриті, (10)15–30 см довжиною, світло-червоно-коричневі, майже сидячі або на стеблах до 0.5 см. Насіння еліпсоїдно-яйцювате; тіло близько 1 см, коричневе або сіро-коричневе, крила до 2.5 см. Серцевина від жовтувато-коричневого до світло-рожевого кольору, оточена від майже білого до блідо-жовтого кольору заболонню. Щорічні кільця можуть бути добре видні. Щільність сухої деревини: 0.42 г/см³. 2n = 24.
Дерево в англ. Morris Meadows, в Альпах Трійці, Каліфорнія, виявлене в грудні 2010 року, діаметр оцінюються у 245 см на рівні грудей, висота 63.09 м. Вік найстаріших дерев понад 800 років.

## Використання
Деревина використовується в основному в будівництві будинків для віконних рам, дверей, панелей, кроков, балюстрад і поручнів. Цей вид рідко висаджують у міських парках.

## Загрози та охорона
Цей вид, природно, схильний до численних хвороб і шкідників, а також пожеж. Регіональні загрози в горах недалеко від великих міст, особливо Лос-Анджелеса, є через забруднення, яке послаблює дерева, роблячи їх слабкішими перед атаками шкідників. Цей вид присутній в багатьох охоронних територіях, серед яких кілька відомих національних парків.

## Галерея

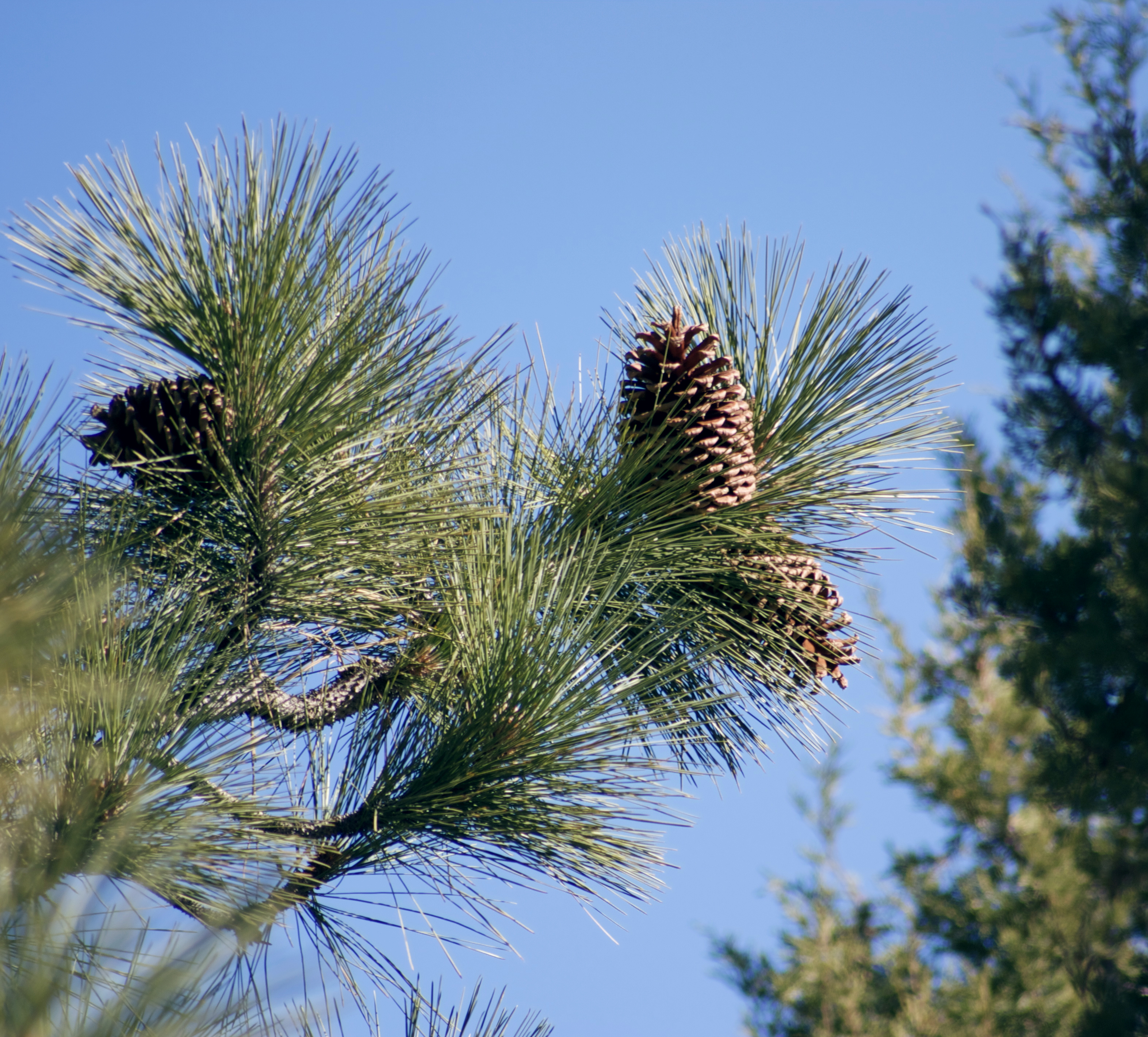
Гілка з шишками
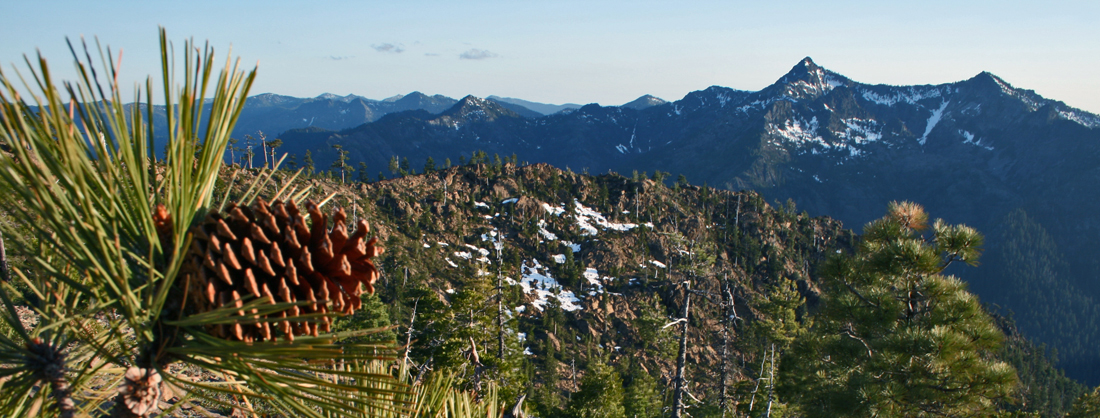
Шишка
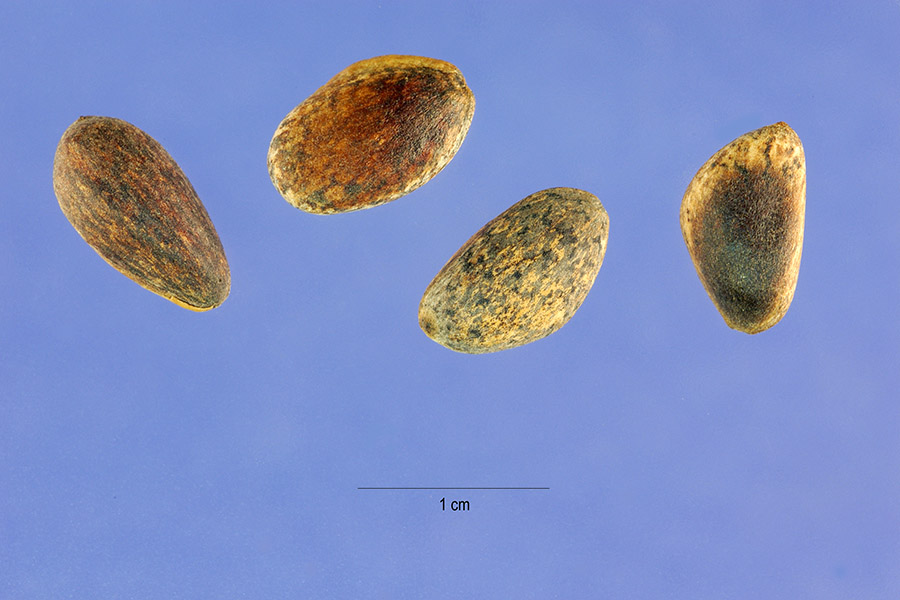
Насіння
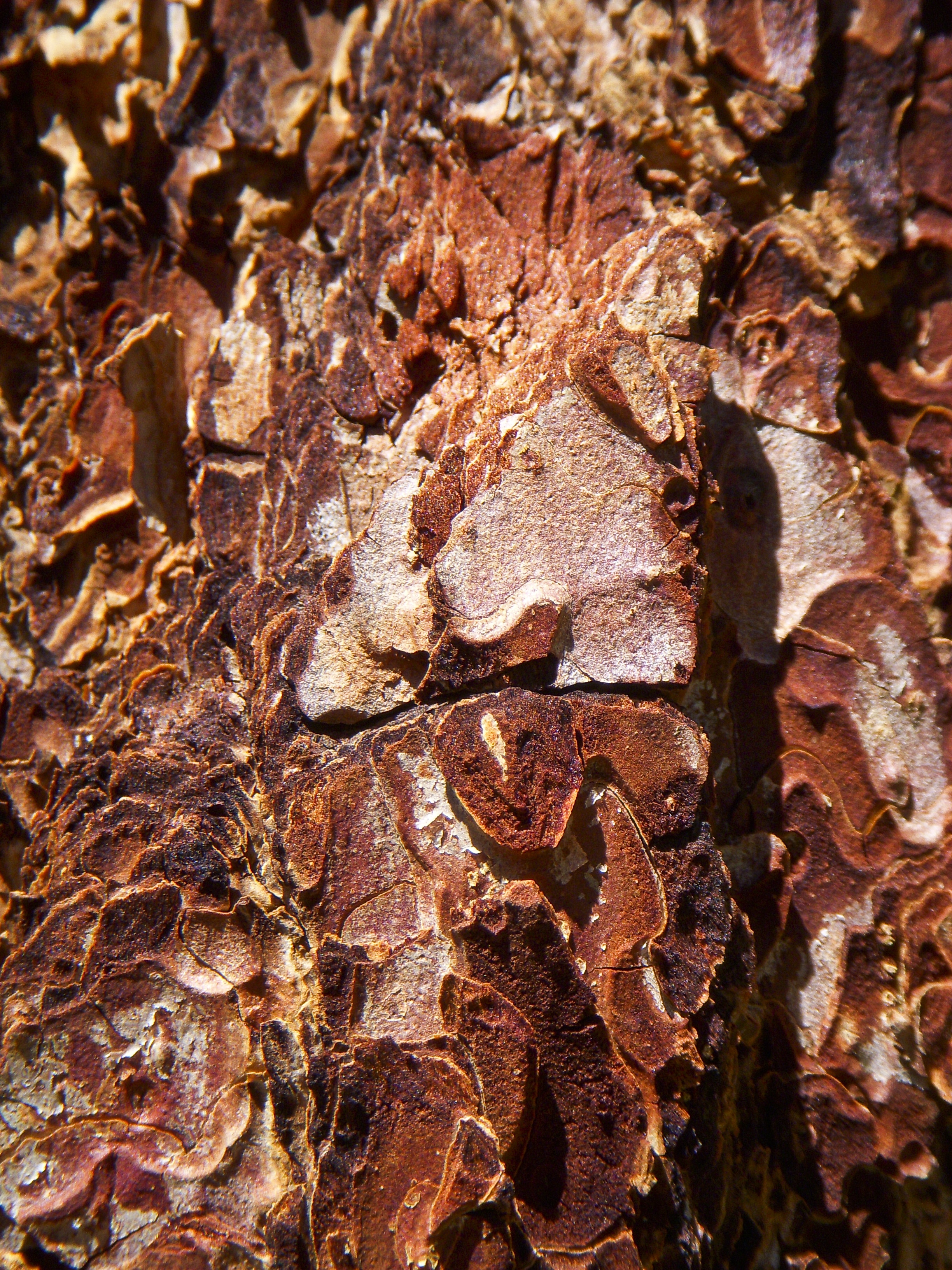
Кора

| Соснові | Це незавершена стаття про родину соснові. Ви можете допомогти проєкту, виправивши або дописавши її. |